# Vnetje srednjega ušesa
Vnetje srednjega ušesa je vnetna bolezen srednjega ušesa, ki jo povzročajo mikroorganizmi. Navadno je akutno, gnojno ali serozno, z bolečino, lahko z vročino in vnetjem zgornje dihalne poti.
Srednje uho leži za bobničem in je v normalnih razmerah, ko smo zdravi, napolnjeno z zrakom. Ob okužbi se mikroorganizmi začnejo razmnoževati in srednje uho se napolni s tekočino ali gnojem, ki prične potiskati na bobnič. Zato se pri vnetju ušes pogosto pojavi bolečina. Mikroorganizmi običajno pridejo v srednje uho iz žrela in nosu skozi ušesno trobljo, ki povezuje žrelo z ušesom. Vnetje srednjega ušesa se pri dojenčkih in otrocih pojavlja pogosteje kot pri odraslih, saj je njihova ušesna troblja krajša in poteka bolj vodoravno. Nekateri otroci so manj odporni za okužbe in se jim vnetje ponavlja. Bakterijsko vnetje srednjega ušesa se lahko zdravi z ustreznim antibiotikom, ki ga predpiše zdravnik.

## Epidemiologija
Vnetje srednjega ušesa je ena najpogostejših bolezni v otroški dobi, pojavi pa se lahko tudi pri odraslih. Akutno vnetje srednjega ušesa je pri dojenčkih in majhnih otrocih najpogostejši vzrok za obisk pri zdravniku. 80 % otrok v otroški dobi preboli vsaj enkrat akutno vnetje srednjega ušesa in 40 % otrok preboli akutno vnetje srednjega ušesa v prvih treh letih življenja najmanj trikrat.

## Vzrok
Vnetje srednjega ušesa se pri otrocih pogosto prenese po ušesni troblji z okužene žrelnice. Pri otrocih je vnetje srednjega ušesa pogosto prav zaradi bližine žrelnice. Okužbe povzročajo razni virusi ali bakterije, lahko pa nastopijo tudi mešane okužbe. Pri dojenčkih in manjših otrocih je daleč najpogostejše vnetje zaradi bakterije Streptococcus pneumoniae, sledita okužba z bakterijama Haemophilus influenzae in Pseudomonas aeruginosa, medtem ko pri starejših adolescentih in odraslih prevladuje okužba z bakterijskim patogenom Haemophilus influenzae. Med virusnimi okužbami so najpogostejši povzročitelji respiratorni sincicijski virus (RSV) in virusi, ki povzročajo običajna prehladna obolenja. Predvsem bakterija H. influenzae lahko povzroči obširno
okužbo, ki lahko vodi v bakterijski meningitis ali bakterijsko pljučnico.

## Znaki in simptomi
Najbolj tipičen simptom je bolečina v ušesu, pojavita se pa lahko tudi vročina in razdraženost (pri dojenčkih in majhnih otrocih). Vnetje srednjega ušesa se pogosto pojavi v sklopu okužbe zgornjih dihalnih poti, zato ima pogosto bolnik pridružene tudi simptome, kot sta kašelj in izcedek iz nosu.

## Zapleti
Uporaba antibiotikov je znižala pogostost nastanka zapletov, ki lahko spremljajo akutno ali kronično vnetje srednjega ušesa. Glede na mesto nastanka so zapleti eksokranialni (zunaj lobanje) in endokranialni (v lobanji):
- eksokranialni zapleti – so pogostejši:
  - predrtje bobniča  lahko nastane po prebolelem akutnem gnojnem vnetju srednjega ušesa ali po vstavitvi timpanalne cevke pri izlivnem vnetju.
  - mastoiditis (vnetje bradavičarja. oz. mastoidnega procesusa) je resnejši eksokranialni zaplet. Iz bradavičarja se vnetje lahko razširi tudi endokranalno in tako nastanejo endokranialni zapleti;
- endokranialni zapleti – pojavijo se redko, najpogostejša sta:
  - epiduralni absces – ognojek, ki se formira med kostjo in trdo možgansko opno srednje ali zadnje možganske kotanje. Razvije se zaradi napredovalega gnojnega mastoiditisa ali širjenja kroničnega kostnega vnetnega procesa do trde možganske opne;
  - tromboza (strditev krvi) in vnetje sigmoidnega sinusa.

Zapleti vnetja srednjega ušesa zdravijo kirurško, s sočasno ciljano antibiotično terapijo.

## Zdravljenje
Okužbe zdravimo z antibiotiki (pri bakterijski okužbi), dekongestivi ter šibkimi analgetiki/antipiretiki. Antihistaminiki so ravno tako uporabni, saj zmanjšajo simptome vnetja, predvsem otekline in izcejanje.